# Чиппева (округ, Міннесота)
Шаблон:StateAbbr_ 45°02′ пн. ш. 95°34′ зх. д. / 45.03° пн. ш. 95.56° зх. д.
Округ  Чиппева (англ. Chippewa County) — округ (графство) у штаті  Міннесота, США. Ідентифікатор округу 27023.

## Історія
Округ утворений 1862 року.

## Демографія
За даними перепису 
2000 року 
загальне населення округу становило 13088 осіб, зокрема міського населення було 6305, а сільського — 6783.
Серед мешканців округу чоловіків було 6370, а жінок — 6718. В окрузі було 5361 домогосподарство, 3599 родин, які мешкали в 5855 будинках.
Середній розмір родини становив 2,96.
Віковий розподіл населення поданий у таблиці:
| Стать    | До 15 років | 15-21 | 22-29 | 30-39 | 40-49 | 50-65 | 65-85 | Понад 85 |
| -------- | ----------- | ----- | ----- | ----- | ----- | ----- | ----- | -------- |
| Чоловіки | 1371        | 661   | 477   | 791   | 1013  | 1012  | 900   | 145      |
| Жінки    | 1270        | 592   | 462   | 825   | 996   | 1003  | 1242  | 328      |

## Суміжні округи
- Свіфт — північ
- Кендійогі — північний схід
- Ренвілл — південний схід
- Єллоу-Медісін — південний захід
- Лак-кі-Парл — захід

## Виноски
1. ↑  US Decennial Census. US Census Bureau. Архів оригіналу за 26 квітня 2015. Процитовано 6 жовтня 2014.
2. ↑  Historical Census Browser. University of Virginia Library. Архів оригіналу за 11 серпня 2012. Процитовано 6 жовтня 2014.
3. ↑  Population of Counties by Decennial Census: 1900 to 1990. US Census Bureau. Процитовано 6 жовтня 2014.
4. ↑  Census 2000 PHC-T-4. Ranking Tables for Counties: 1990 and 2000 (PDF). US Census Bureau. Процитовано 6 жовтня 2014.
5. ↑  State & County QuickFacts. Бюро перепису населення США. Архів оригіналу за 7 червня 2011. Процитовано 31 серпня 2013. [Архівовано 2011-06-07 у Wayback Machine.](англ.) Наведено за англійською вікіпедією.
6. ↑  American FactFinder. Бюро перепису населення США. Архів оригіналу за 26 лютого 2012. Процитовано 31 січня 2008. [Архівовано 2008-05-21 у Wayback Machine.]

| США | Це незавершена стаття з географії США. Ви можете допомогти проєкту, виправивши або дописавши її. |